# A Profile. The King on Stage CD 4
A Profile. The King on Stage CD 4 – album koncertowy Elvisa Presleya. Został nagrany podczas występu na żywo 24 kwietnia 1977 r. w Ann Arbor. Jest jedną z części box setu A Profile. The King on Stage.

## Lista utworów
1. "If You Love Me"
2. "You Gave Me a Mountain"
3. "Tryin’ To Get To You"
4. "It’s Now Or Never"
5. "Little Sister"
6. "Teddy Bear – Don’t Be Cruel"
7. "Help Me"
8. "My Way"
9. "Poke Salad Annie"
10. "Hurt"
11. "Blueberry Hill" - 13 lutego 1977, West Palm Beach, FL.
12. "Danny Boy" (wyk. Sherril Nielsen) – 14 lutego 1977, St. Petersburg, Fl.
13. "Walk with Me" (wyk. Sherril Nielsen) – 14 lutego 1977, St. Petersburg, Fl.
14. "Unchained Melody"
15. "Little Darlin"
16. "Can’t Help Falling in Love"